# 오스카르 두스 산투스 임보아바 주니오르
오스카르 두스 산투스 임보아바 주니오르(포르투갈어: Oscar dos Santos Emboaba Junior, 1991년 9월 9일 ~ )는 오스카르(Oscar)라는 이름으로 알려져 있는 브라질의 축구 선수로 포지션은 공격형 미드필더이며 현재는 상파울루 소속이다.
오스카르는 2011년 FIFA U-20 월드컵에서 브라질 대표팀의 일원으로 참가했다. 2011년 8월 20일 콜롬비아의 수도 보고타에 위치한 네메시오 카마초 경기장에서 열린 포르투갈과의 결승전에서 해트트릭을 기록하면서 브라질의 FIFA U-20 월드컵 우승에 기여했다. 2012년 하계 올림픽에서 브라질의 올림픽 남자 축구 은메달에 기여했다.

## 경력
- 2011년 CONMEBOL 청소년 축구 선수권 대회 국가대표
- 2011년 FIFA U-20 월드컵 국가대표
- 2012년 하계 올림픽 남자 축구 국가대표
- 2013년 FIFA 컨페더레이션스컵 국가대표
- 2014년 FIFA 월드컵 국가대표
- 2019년 코파 아메리카 국가대표

## 수상
첼시
- UEFA 유로파리그 : 우승 (2012-13)
- 프리미어리그 : 우승 (2014-15)

 브라질
- CONMEBOL 청소년 축구 선수권 대회 : 우승 (2011)
- FIFA U-20 월드컵 : 우승 (2011)
- 올림픽 축구 : 은메달 (2012)
- FIFA 컨페더레이션스컵 : 우승 (2013)
- FIFA 월드컵 : 4위 (2014)

개인
- FIFA 월드컵 베스트 팀 : 2014